# Acoustica
Acoustica е четвъртият официален концертен албум на германската рок група „Скорпиънс“, издаден на 14 май 2001 г. от „Ийст Уест Рекърдс“. Концепцията за събитие в акустичен формат възниква през 1988 г., когато Ем Ти Ви ги кани да бъдат част от програмата им „Ем Ти Ви Ънплъгд“. Въпреки че са поканени повече от един път, „Скорпиънс“ не успяват да участват по различни причини и идеята е отложена от за неопределено време. След Moment of Glory (2000), сътрудничество с Берлинския филхармоничен оркестър, групата предлага на диригента Кристиян Колоновиц да участва и в този акустичен албум, тъй като харесва работата му и защото той има положително настроение за работа с паралелни проекти.
В средата на 2000 г. те избират 21 песни, които да бъдат адаптирани, разделени на 14 свои, 3 версии от други изпълнители и 4 написани специално за албума. Записът се състои на живо на 8, 9 и 10 февруари 2001 г. в бивш манастир в Лисабон, Португалия, с намерението да бъде издаден на компактдиск и DVD. За концертите, освен Кристиян Колоновиц на клавирен инструмент, групата е подпомагана от още шестима допълнителни музиканти: китарист, перкусионист, челист и три резервни певици.
След като е издаден, Acoustica получава смесени отзиви от специализираната преса. Някои критици посочват, че е издаден в период, когато акустичните албуми вече не са актуални и има различни позиции по отношение на аранжиментите на песните. В търговски план, той постига различни позиции в световните музикални класации, където достига №1 в Португалия и №13 в Германия. По същия начин албумът постига продажби в няколко страни, главно в континентална Европа, Югоизточна Азия и Латинска Америка, достатъчни за получаване на „златни“ и „платинени“ сертификати. 
За популяризирането му през февруари излиза сингълът When Love Kills Love. Същия месец започва концертното турне Acoustica Tour, на което за разлика от обичайните си изяви, този път „Скорпиънс“ в концертите си рок, акустични и симфонични части. Турнето се провежда в няколко страни в Европа и Азия, като на последния континент той е особено успешно в медиите и по отношение на продадените билети, защото в много от тези държави това е първият път, когато се свири на живо.

## Описание
Идеята за акустични изяви започва през 1988 г., когато от Ем Ти Ви канят „Скорпиънс“ да участват в новата си телевизионна програма „Ем Ти Ви Ънплъгд“. Групата обаче трябва да откаже предложението, защото то съвпада със записите на албума Savage Amusement (1988). По-късно телевизионният канал отново се свързва с тях, но предложението отново е отклонено, поради вече започналото промоционално турне към албума Crazy World (1990). Според китариста Рудолф Шенкер „ънплъгд“ концепцията е в дневния ред на групата от години, но поради различни обстоятелства те така и не са успяват да я осъществят. През 2000 г., след издаването на Moment of Glory (сътрудничество между „Скорпиънс“ и Берлинския филхармоничен оркестър) те представят идеята на Кристиян Колоновиц, който действа като аранжор, диригент и копродуцент на този проект. Те вземат решението отново да работят с него, защото са доволни от работата на австриеца, като и че след Moment of Glory, той има положително настроение да се пробват паралелни проекти. Освен това вокалистът Клаус Майне казва, че е има „лек натиск“ от звукозаписната компания и феновете им да направят акустичен албум.

## Записване
След като проектът е потвърден, започва търсенето на място в Европа, което да разполага с „интимна атмосфера“ за провеждане на акустичен концерт. Милано, Париж и Мадрид са някои от градовете, предложени за домакинство на концертуте, но изборът пада върху Лисабон. Клаус Майне обяснява, че избират столицата на Португалия заради търговския успех, който имат в тази страна, след като през последните години техните продукции винаги постигат „златни“ или „платинени“ сертификати. Затова те решават да направят албума в този град като начин да благодарят на португалската публика за оказаната подкрепа. Месеци преди рецитала, групата пътува до Лисабон, за да търси подходящо място и избира стар манастир заради неговата архитектура и атмосфера, според Клаус Майне мястото има много духовна атмосфера.
Записът е извършен на 8, 9 и 10 февруари 2001 г. пред 800 души и е записан с дванадесет камери, за да бъде издаден на компактдиск и DVD. За да придадат по-голяма ширина на песните, „Скорпиънс“ канят гост-музиканти от няколко държави, образувайки „много международен екип“ според Рудолф Шенкер. Кристиян Колоновиц от Австрия свири на пиано и клавишни инструменти, Марио Аргандона от Чили на перкусии, Ариана Арку от Румъния на виолончело, Йохан Даансен от Нидерландия на китара и Хиле Бемелманс, Лив Ван Алст и Кристел Ван Краен от Белгия на задни квокали. Продукцията е дело на „Скорпиънс“ и Кристиян Колоновиц, а австрийската компания „Доро Продъкшънс“ продуцира аудиовизуалния формат.

## Композиране
В средата на 2000 г. „Скорпиънс“ и Кристиян Колоновиц се срещат в „Скорпио Саунд Студиос“ в Хановер, собственост на Рудолф Шенкер, за да изберат песните, които ще аранжират. Процесът на подбор е труден, защото много от техните композиции отговарят на условията да бъдат направени акустично, благодарение на факта, че голяма част от тях са мелодични. Една от първите, които избират, е Holiday, която през 1979 г. групата свири в акустичен формат в Обединеното кралство, като част от концертното турне на Lovedrive (1979). Списъкът с песни е съставен от най-големите хитове на групата, преработени в различни стилове, както и нови композиции и кавъри на други изпълнители, с което общият брой на песните е сведен до 21. В своя анализ на проекта канадският критик Мартин Попоф подчертава трансформацията на песните, в някои от които промяната е много забележима, като например блатния блус в The Zoo и буги-вуги в Catch Your Train.
За Acoustica Рудолф Шенкер и Клаус Майне написват When Love Kills Love и Life Is Too Short, докато „мощните“ балади I Wanted to Cry (But the Tears Wouldn't Come) и Back To You са съставени само от Клаус Майне. Останалите три песни са версии на Dust in the Wind на „Канзас“, Love of My Life на „Куийн“ и Drive на „Карс“, като последната е посветена на паметта на техния вокалист Бенджамин Ор. Рудолф Шенкер съобщава, че въпреки че не са издадени, те са записали песните Golden Slumbers на „Бийтълс“, Radar Love на „Голдън Иъринг“ и Paint It Black и Angie на „Ролинг Стоунс“.

## Издаване
Acoustica е издадена на 14 май 2001 г. чрез „Ийст Уест Рекърдс“. Компактдискът се състои от петнадесет песни, но японското издание включва Rhythm of Love като допълнителна песен. В Китай той е издаден от „Уорнър Мюзик Груп“ и става един от първите албуми, издадени в тази страна от компанията. Acoustica е издадена и на DVD и видеокасета и датата на публикуване варира в зависимост от региона. Състои се от всички песни, изпълнени на концерта, включително Rhythm of Love, Loving You Sunday Morning, Is There Anybody There?, Tease Me Please Me, Under the Same Sun и Back to You, които са пропуснати в аудио формата. Режисиран от австрийците Руди Долежал и Ханес Росахер от „Доро Продъкшънс“, бонус материалът включва музикалните видеоклипове за Send Me an Angel, Hurricane 2001 и When Love Kills Love, както и интервюта и кадри от заснемането на концерта.

## Представяне

### Албум
Веднъж издаден, Acoustica постига различни позиции в няколко от световните музикални класации. В Германия на 28 май 2001 г. дебютира под №13 и прекарва общо шест седмици в класацията. През 2023 г. Федералната асоциация на музикалната индустрия го сертифицира като „златен“, след като надхвърля 150 000 продадени бройки в тази страна. На 9 юни 2001 г. той достига №1 националната класация в Португалия с продажби от над 50 000 копия. Той остава като №1 в продължение на 12 седмици и Португалската фонографска асоциация му присъжда двойно „платинен“ сертификат, представляващ 80 000 продадени копия. В другите европейски страни той достига №5 в националната класация в Гърция, №35 в Швейцария и №46 в класация за албуми във Франция. До 2018 г. френската компания „Инфодиск“ оценява продажбите на Moment of Glory в тази страна на 24 700 бройки, без да взема предвид стрийминга. На 2 юни Acoustica дебютира под №38 в класацията „Топ 100 Албуми“ в Европа, разработена от общоевропейското списание „Мюзик енд Медия“ и две седмици по-късно достига №27 като най-висока позиция.
Извън Европа Acoustica постига добри продажби в няколко страни в Югоизточна Азия и Латинска Америка. Към август 2001 г. са продадени 25 000 копия в Малайзия, 50 000 в Индонезия и 70 000 в Тайланд. На 7 август Тайландската международна федерация на фонографската индустрия му „присъжда“ двоен платинен сертификат, представляващ 80 000 продадени бройки. През 2003 г. тогавашната Бразилска асоциация на звукозаписните продуценти го сертифицира като „златен“ за надхвърляне на 50 000 продадени копия в Бразилия.  Според списание „Билборд“, видео изданието на Acoustica оглавява класацията в Германия. През 2004 г. Бразилската асоциация на звукозаписните продуценти му присъжда „платинена“ плоча в Бразилия. В Аржентина, Аржентинската камара на производителите на фонограми и видеограми също го сертифицира като „платинен“, докато в Португалия той постига двойно „платинен“ статус.

### Сингли и турне
За популяризиране на албума, 14 февруари 2001 г. „Ийст Уест Рекърдс“ издават сингъла When Love Kills Love, включващ студийна и версия записана на живо, както и Catch Your Train и Love of My Life. Концертното турне Acoustica Tour започва на 4 февруари 2001 г. в Порто, Португалия. В много от своите презентации „Скорпиънс“ изнасят традиционните си хардрок и хевиметъл концерти, а в много случаи изнасят акустични и симфонични такива. Първата част, която продължава до 29 юни, се съсредоточава основно върху няколко страни от Централна и Източна Европа. В концерти в балтийските страни, Русия и Украйна, които се провеждат между март и първата седмица на април, групата изнася симфоничния концерт Moment of Glory. Според Рудолф Шенкер, тези представления са изпълнени със симфоничните оркестри на всяка страна, така че всеки от тях е получава партитурите месец предварително.
Азиатската част се провежда от 26 юли до 9 август с дати в Южна Корея, Филипините, Индия, Индонезия, Малайзия, Сингапур и Тайланд. Тъй като в много от тези нации това е първият път, когато „Скорпиънс“ свирят на живо, тази част е успешна по отношение на продадените билети и особено на медийното отразяване. В някои страни местните музикални организации се възползват от присъждането на групата на многобройни „златни“ и „платинени“ сертификати за техните продажби. След десетки други концерти в цяла континентална Европа, турнето завършва на 19 септември 2001 г. в Атина, Гърция.

### Коментари на критиците
Acoustica получава смесени отзиви от специализираната преса. Лесли Матю от „Олмюзик“ отбелязва, че това е „напълно предвидим пакет от най-големите хитове...“ и въпреки че Рудолф Шенкер и Матиас Ябс украсяват песните с хубави акустични елементи, понякога те не работят. Освен това той коментира, че „латинските стилове на ритъма, струнните секции и буйните припеви карат групата да звучи зловещо като подгряващата група на Енрике Иглесиас“, така че „крайният резултат е нещо като безличен, среднотемпов вкус, който е странно разочароващ“. Мик Уол от „Класик рок“, в рецензията си за преизданието от 2011 г., коментира, че то е издадено в период, когато акустичните албуми вече губят влиянието си и издаването му „просто се чувства грешно“ и допълва, че „който и да им е казал, че ще звучат добре, ако правят акустично шоу, трябва да бъде застрелян“.
Маркус Май от германския уебсайт „Метъл инсайд“ го нарича „повече от уважаван резултат“ и „(...) всичко представено е последователно и не изглежда изкуствено по никакъв начин“. Според него, последните им няколко албума са слаби, но тук „Скорпиънс“ „определено все още имат всичко в музикално отношение, особено певеца Клаус Майне, който все още има изключителен глас“. Италианският писател Силвио Ричи в книгата си „Хардрок емоции“ го определя за „красив албум“. Уебсайтът „Дивиди.нет“, по отношение на аудиовизуалния формат, съобщава, че въпреки че не се харесва на всички, „Acoustica е добре продуциран концерт, който е получил първокласно отношение за конвертирането му в DVD.“ Андреас Шулц, за „Акустик гитар“, подчертава аранжиментите на песните, като „формацията от три китари, ефективно подкрепена от елегантни клавишни звуци, красиви вмъквания на виолончело и чисти припеви“. Въпреки че смята някои песни за съществени, той поставя под съмнение наличието на версиите на Dust in the Wind и Love of My Life.

## Списък с песните
Албум
1. The Zoo (Клаус Майне, Рудолф Шенкер) – 5:49
2. Always Somewhere (Клаус Майне, Рудолф Шенкер) – 4:10
3. Life Is Too Short (Клаус Майне, Рудолф Шенкер) – 5:18
4. Holiday (Клаус Майне, Рудолф Шенкер) – 5:55
5. You and I (Клаус Майне) – 5:19
6. When Love Kills Love (Клаус Майне, Рудолф Шенкер) – 4:53
7. Dust in the Wind (Кери Ливгрин) – 3:49
8. Send Me an Angel (Клаус Майне, Рудолф Шенкер) – 5:24
9. Catch Your Train (Клаус Майне, Рудолф Шенкер) – 3:36
10. I Wanted to Cry (But the Tears Wouldn't Come) (Клаус Майне) – 3:47
11. Wind of Change (Клаус Майне) – 5:34
12. Love of My Life (Фреди Меркюри) – 2:26
13. Drive (Рик Окасек) – 4:00
14. Still Loving You (Клаус Майне, Рудолф Шенкер) – 5:45
15. Hurricane 2001 (Клаус Майне, Херман Раребел, Рудолф Шенкер) – 4:35

Бонус песен в японското издание
1. Rhythm of Love

Бонус песен в португалското издание
1. Is There Anybody There?

Платинум видео издание
1. Making of Acoustica“ (Видео)
2. Band interview (Видео)
3. When Love Kills Love (Видео)
4. Holiday (Видео)
5. Drive (Видео)
6. Send Me an Angel (Видео)
7. Rhythm of Love (Аудио)
8. Tease Me Please Me (Аудио)
9. Is There Anybody There? (Аудио)

Видео албум
1. Loving You Sunday Morning – 5:24
2. Is There Anybody There – 4:39
3. The Zoo – 7:15
4. Always Somewhere – 5:26
5. Life Is Too Short – 6:32
6. Holiday – 6:02
7. You and I – 5:23
8. When Love Kills Love – 5:10
9. Tease Me Please Me – 5:21
10. Dust in the Wind – 4:01
11. Send Me an Angel – 5:55
12. Under the Same Sun – 5:25
13. Rhythm of Love – 5:22
14. Back to You – 4:57
15. Catch Your Train – 3:50
16. I Wanted to Cry (But the Tears Wouldn't Come) – 4:07
17. Hurricane 2001 – 4:39
18. Wind of Change – 6:56
19. Love of My Life – 3:00
20. Drive – 4:10
21. Still Loving You – 5:45

## Състав
| Музиканти - Клаус Майне - вокали - Рудолф Шенкер - шест и дванадесетструнна акустична китара - Матиас Ябс - шест и дванадесетструнна акустична китара - Ралф Рикерман - бас и контрабас - Джеймс Котак - барабани Гост музиканти - Кристиян Колоновиц - пиано и клавишни инструменти - Марио Аргандона - перкусии - Йохан Даансен - акустична китара - Ариана Боу - виолончело - Хиле Бемелманс, Лив ван Аелст и Кристел ван Краен - хор Източник на информацията: Обложката на видео изданието на Acoustica. | Продукция - Кристиян Колоновиц и „Скорпиънс“ - продукция - Кристиян Колоновиц - аранжимент - Хартмут Пфанмюлер и Петер Бранд: инженери - Курт Рихтер - инженерен асистент - Иън Купър - обработка - Роналд Прент - смесване - Том Янсен: асистент по смесването - Катя Хюбнер - обложка и дизайн - Клаус Бекер и Каетан Кандлер - снимки - Руди Долежал и Ханес Росахер - режисьори |

## Позиция в класациите
| Класация                  | Най-висока позиция | Източник |         |
| 2001 г.                   | 2001 г.            | 2001 г.  | 2001 г. |
| ------------------------- | ------------------ | -------- | ------- |
| Германия                  | 13                 | [ 14 ]   |         |
| Гърция                    | 5                  | [ 18 ]   |         |
| Европа („Топ 100 Албуми“) | 27                 | [ 23 ]   |         |
| Малайзия                  | 5                  | [ 41 ]   |         |
| Португалия                | 1                  | [ 16 ]   |         |
| Франция                   | 46                 | [ 20 ]   |         |
| Швейцария                 | 35                 | [ 19 ]   |         |
| 2007 г.                   |                    |          |         |
| Португалия                | 17                 | [ 42 ]   |         |
| 2011 г.                   |                    |          |         |
| Гърция                    | 68                 | [ 43 ]   |         |
| 2013 г.                   |                    |          |         |
| Франция                   | 119                | [ 44 ]   |         |
| 2014 г.                   |                    |          |         |
| Франция                   | 175                | [ 44 ]   |         |

| Класация  | Най-висока позиция | Източник |         |
| 2001 г.   | 2001 г.            | 2001 г.  | 2001 г. |
| --------- | ------------------ | -------- | ------- |
| Германия  | 1                  | [ 13 ]   |         |
| Унгария   | 8                  | [ 45 ]   |         |
| 2004 г.   |                    |          |         |
| Финландия | 5                  | [ 46 ]   |         |
| Швеция    | 16                 | [ 47 ]   |         |
| 2014 г.   |                    |          |         |
| Италия    | 18                 | [ 48 ]   |         |

## Сертификати

### Компакт диск
| Държава    | Сертифициращ орган                                | Сертификат  | Сертифицирани продажби | Източник |
| ---------- | ------------------------------------------------- | ----------- | ---------------------- | -------- |
| Бразилия   | Бразилска асоциация на звукозаписните продуценти  | Златен      | 50 000                 | [ 27 ]   |
| Германия   | Федерална асоциация на музикалната индустрия      | Златен      | 150 000                | [ 15 ]   |
| Португалия | Португалска фонографска асоциация                 | 2х Платинен | 80 000                 | [ 17 ]   |
| Тайланд    | Международна федерация на фонографската индустрия | 2х Платинен | 80 000                 | [ 25 ]   |

### Дивиди
| Държава    | Сертифициращ орган                                           | Сертификат  | Сертифицирани продажби | Източник |
| ---------- | ------------------------------------------------------------ | ----------- | ---------------------- | -------- |
| Аржентина  | Аржентинска камара на продуцентите на фонограми и видеограми | Платинен    | 8 000                  | [ 28 ]   |
| Бразилия   | Бразилска асоциация на звукозаписните продуценти             | Платинен    | 50 000                 | [ 27 ]   |
| Португалия | Португалска фонографска асоциация                            | 2х Платинен | 16 000                 | [ 29 ]   |

## Цитати
1. 1 2 3 4 5  Popoff 2016, с. 189.
2. 1 2  Schulz, Andreas. Scorpions - Acoustica (jpg) //   scorpions-family.de, 2001. S. 30.  Архивиран от оригинала на 2023-10-05. Посетен на 2023-12-07. (на немски)
3. 1 2  Popoff 2016, с. 190.
4. ↑  Scorpions 2001, с. Сцена в 0:48 – 1:10.
5. ↑  Scorpions 2001, с. Сцена в 1:18 – 1:35.
6. 1 2 3 4 5  Scorpions – Acoustica //  Scorpions.   discogs.com. Посетен на 2023-11-08. Warner Music Vision – 8573-88167-2 (на английски)
7. ↑  Scorpions 2001, с. Сцена в 3:13 – 3:40.
8. ↑  Popoff 2016, с. 190 – 192.
9. 1 2 3 4 5  Popoff 2016, с. 191.
10. 1 2 3  Scorpions – Acoustica //  Scorpions.   discogs.com. Посетен на 2023-12-08. EastWest – 8573-88246-2 (на английски)
11. ↑  Acoustica //  DISCOGRAPHY.   the-scorpions.com. Посетен на en. (на английски)
12. ↑  Scorpions = スコーピオンズ* – Acoustica = アコースティック・ライヴ //  Scorpions.   discogs.com. Посетен на 2023-12-08. (на английски)
13. 1 2 3 4  WEINERT, ELLIE. ALONGSIDE ALBUMS (pdf) //  GLOBAL MUZIC PULSE.   Billboard, 2001-07-14. p. 69. Посетен на 2023-12-08. (на английски)
14. 1 2  Scorpions Acoustica Album //   offiziellecharts.de. Посетен на 2023-12-08. (на немски)
15. 1 2  GOLD-/PLATIN-Datenbank //   musikindustrie.de. Посетен на 2023-12-08. Вие трябва да Напишете SCORPIONS в Hier können Sie suchen nach:/Interpret (на немски)
16. 1 2  PORTUGAL (pdf) //  Top National Sellers week 24/01.   Music and Media, 2001-06-09. p. 11. Посетен на 2023-12-08. (на английски)
17. 1 2  Sharpe-Young 2010.
18. 1 2  GREECE (pdf) //  HITS OF THE WORLD.   Billboard, 2001-06-09. p. 41. Посетен на 2023-12-08. (на английски)
19. 1 2  Scorpions – Acoustica //   hitparade.ch. Посетен на 2023-12-08. (на английски)
20. 1 2  SCORPIONS - ACOUSTICA (ALBUM) //   lescharts.com. Посетен на 2023-12-08. (на английски)
21. ↑  Les Meilleures Ventes de CD / Albums "Tout Temps" //   infodisc.fr. Посетен на 2023-12-08. (на френски)
22. ↑  European Top 100 Albums week 23/01 (pdf) //  SALES.   Music and Media, 2001-06-02. p. 12. Посетен на 2023-12-08. (на английски)
23. 1 2  European Top 100 Albums week 25/01 (pdf) //  SALES.   Music and Media, 2001-06-16. p. 8. Посетен на 2023-12-08. (на английски)
24. ↑  De Cruz, Errol. Still as Lethal //  Life Is... Music.   New Strait Times, 2001-08-10. p. 4. Посетен на 2023-12-08. (на английски)
25. 1 2  Certified double platinum awards for Acoustica //   4.bp.blogspot.com.  Архивиран от оригинала на 2020-12-06. Посетен на 2023-12-08. (на английски)
26. ↑  Certificados //   pro-musicabr.org.br. Посетен на 2023-12-08. (на португалски)
27. 1 2 3  Certificados //   pro-musicabr.org.br. Посетен на 2023-12-08. (на португалски)
28. 1 2  Discos de Oro y Platino //   capif.org.ar.  Архивиран от оригинала на 2011-05-31. Посетен на 2023-12-08. (на испански)
29. 1 2  TOP 30 DVD'S MUSICAIS SEMANA 45 de 2007 //  TOP OFICIAL AFP.   artistas-espectaculos.com.  Архивиран от оригинала на 2010-11-20. Посетен на 2023-12-08. (на испански)
30. ↑  When Love Kills Love //  DISCOGRAPHY.   Посетен на 2023-12-08. (на английски)
31. 1 2  Acoustica Tour //  Live.   the-scorpions.com. Посетен на 2023-12--8.
32. 1 2  Popoff 2016, с. 192.
33. ↑  Popoff 2016, с. 193 – 194.
34. 1 2  Mathew, Leslie. Acoustica Review by Leslie Mathew //  Reviews.   allmusic.com. Посетен на 2023-12-09. (на английски)
35. 1 2  Wall, Mick. Scorpions: Acoustica //  Reviews.   loudersound.com, 2011-06-22. Посетен на 2023-12-09. (на английски)
36. 1 2  Scorpions - Acoustica //   dvd.net.au. Посетен на 2023-12-09. (на английски)[неработеща препратка]
37. ↑  Larkin 2006, с. 1976.
38. ↑  Mai, Markus. Review: Acoustica (Scorpions) //  review.   metalinside.de. Посетен на 2023-12-09. (на немски)
39. ↑  Ricci 2017, с. 142.
40. ↑  Schulz, Andreas. Scorpions Acoustica (part. 4) (jpg) //   Akustik Guitarre.  Архивиран от оригинала на 2023-10-05. Посетен на 2023-12-09. (на английски)
41. ↑  MALAYSIA (PDF) //  Hits of the World.   Billboard, 2001-07-21. с. 64. Посетен на 2023-12-09. (на английски)
42. ↑  SCORPIONS - ACOUSTICA (ALBUM) //   portuguesecharts.com. Посетен на 2023-12-09. (на английски)
43. ↑  SCORPIONS - ACOUSTICA (ALBUM) //   greekcharts.com.  Архивиран от оригинала на 2013-12-21. Посетен на 2023-12-09. (на английски)
44. 1 2  SCORPIONS - ACOUSTICA (ALBUM) //   lescharts.com. Посетен на 2023-12-09. (на английски)
45. ↑  Archívum › Kereső - előadó/cím szerint //  Album Top 40 slágerlista.   slagerlistak.hu. Посетен на 2023-12-09. Вие трябва да Напишете SCORPIONS в Előadó/cím: (на унгарски)
46. ↑  Scorpions Acoustica //  Suomen virallinen lista.   ifpi.fi. Посетен на 2023-12-09.
47. ↑  Veckolista DVD Album, vecka 25, 2004 //   sverigetopplistan.se. Посетен на 2023-12-09.
48. ↑  Classifica settimanale WK 44 //   fimi.it. Посетен на 2023-12-09. dal 27.10.2014 al 02.11.2014 (на италиански)